# Sun rise train/君の描くその未来
「Sun rise train／君の描くその未来」（サン ライズ トレイン／きみのえがくそのみらい）は、北原愛子の2枚目のシングル。

## 解説
自身初の両A面シングル。タイアップが付いたのは「Sun rise train」だけであり、前作同様アニメ『天使な小生意気』のオープニングテーマとなった。タイアップ版とシングル版では歌詞が一部異なっている。

## 収録曲
1. Sun rise train
  - 作詞：北原愛子／作曲：輝門／編曲：大賀好修
2. 君の描くその未来
  - 作詞：北原愛子／作曲：徳永暁人／編曲：小林哲
3. Sun rise train -Instrumental-
4. 君の描くその未来 -Instrumental-